# Rastres
Rastres (en croat: Tragovi)  és una pel·lícula croata de 2022 coescrita i dirigida per Dubravka Turić. S'ha doblat i subtitulat al català.
Va ser seleccionada com la candidata croata a la millor pel·lícula internacional als Premis Oscar de 2024.

## Argument
Després de la mort del seu pare, la jove científica Ana lluita contra una crisi d'identitat, a l'ésser l'últim membre d'una família antany nombrosa. Els canvis en el seu interior es reflecteixen de sobte en la realitat -solitud, crisi, emigració- i la seva recerca científica sobre els símbols místics i les petjades humanes deixades en la pedra s'entrellacen misteriosament amb la seva vida fins que recupera la confiança en si mateixa, segueix endavant i per fi deixa d'ocultar les seves marques de vitíligo, petjades dels seus traumes.

## Repartiment
- Marija Skaricic com Ana
- Niksa Butijer com Jozo
- Lana Baric com Vera
- Mate Gulin com Pare
- Tvrtko Juric com reporter de TV
- Dragan Micanovic com Andrija
- Tanja Smoje com Danci
- Marina Redzepovic com Lana
- Aleksandra Naumov com Mateja
- Barbara Nola com Doctor